# Elaine Bernard
Elaine Bernard es la directora ejecutiva del Programa de trabajo y vida laboral en la Escuela de Derecho de Harvard y miembro prominente de los socialistas demócratas de América. También es miembro del comité consultivo interino de la Organización Internacional para una Sociedad Participativa que, según ella, ofrece "una oportunidad para cruzar fronteras, zonas horarias, organizaciones, comunidades e intereses individuales y aumentar la solidaridad". 

## Primeros años y educación
Bernard, quien abandonó la escuela secundaria y pudo ir a la universidad sin haber terminado la secundaria, consiguió un empleo como trabajadora en la Universidad de Carleton en Ottawa, Ontario, Canadá. Comenzó a recibir clases desde 1971 hasta 1973. En 1976, se graduó con una licenciatura en la Universidad de Alberta en Edmonton . 
Obtuvo una maestría en historia de la Universidad Británica de Columbia en 1979 y un doctorado. en la Universidad Simon Fraser en Vancouver en 1988.

## Carrera
Mientras cursaba su doctorado, trabajó como historiadora laboral para el Sindicato de Trabajadores de Telecomunicaciones en 1980. Ella dejó este puesto en 1982. De 1984 a 1986, Bernard fue una historiadora del trabajo para el Sindicato de Trabajadores de Cervecería, Bodega y Destilería (ahora parte del Sindicato de Empleados del Gobierno y Servicio de Columbia Británica). 
Durante sus estudios en Simon Fraser, Bernard se convirtió en directora del Programa Laboral en la división de Estudios Continuos de la universidad. Continuó en este cargo desde 1983 hasta 1989. 
En el otoño de 1989, Bernard se convirtió en directora ejecutiva del Programa de Sindicatos de Harvard (ahora parte del Programa de Trabajo y Vida Laboral en la Escuela de Derecho de Harvard). 

## Intereses de investigación
Los intereses de investigación de Bernard son amplios y variados. Sus escritos a menudo se centran en las mujeres y en los empleos tradicionalmente femeninos, a los que brinda una perspectiva teórica feminista y altamente consciente de su clase . Ella continúa centrándose en los trabajadores y trabajadoras de la industria de las telecomunicaciones, y el papel que juega el cambio tecnológico en la alteración del trabajo. En los últimos años, ha discutido públicamente cómo el avance de la tecnología cambiará la forma en que funcionan los sindicatos (especialmente en lo que respecta a la comunicación y organización de miembro a miembro y sindicato-miembro). 
La reputación principal de Bernard, sin embargo, es como oradora pública. Es provocativa y contundente, y se sabe que sorprende gratamente a las audiencias con su lenguaje personal. Bernard a menudo critica al movimiento obrero estadounidense por no ser lo suficientemente agresivo para impulsar su agenda, demasiado dispuesto a expresar sus opiniones y conclusiones en lenguaje objetivo y por no involucrarse en el pensamiento estratégico. Como ha declarado Bernard, su punto de vista es que el movimiento laboral estadounidense "sea audaz, explícito, tan leal al trabajo como la escuela de negocios es al negocio". ¡Sé audaz! " Tales declaraciones, así como sus habilidades como oradora, la han hecho muy buscada como tertuliana y oradora pública. 

## Afiliaciones y premios
Bernard es miembro del Instituto Canadiense de Investigación para el Avance de la Mujer (CRIAW), la Sociedad de Mujeres Canadienses en Ciencia y Tecnología (SCWIST), la Asociación de Relaciones Laborales y de Empleo y la Asociación Unida para la Educación Laboral . 
De 1993 a 1995, fue fideicomisaria del Centro George Meany para Estudios Laborales . 
Es miembro de los consejos editoriales de WorkingUSA y New Labor Forum y es patrocinadora de New Politics . 
Es miembro del Sindicato Nacional de Escritores, Local 1981, United Auto Workers, AFL-CIO . 

## Trabajos publicados seleccionados

### Solo libros y artículos de autor.
- "Una universidad en guerra: japoneses canadienses en la UBC durante la Segunda Guerra Mundial" BC Studies, no. 35, otoño de 1977.
- El sentimiento de larga distancia: una historia del sindicato de trabajadores de telecomunicaciones. Vancouver, BC: New Star Books, 1982. ISBN 978-0-919573-03-1
- Cambio tecnológico y desarrollo de habilidades. Nueva York: Hyperion Books, 1991. ISBN 978-0-7300-1251-1
- Vidas de trabajo: Vancouver 1886-1986. Vancouver, BC: New Star Books, 1985. ISBN 978-0-919573-48-2

### Obras de autoría exclusiva
- "El futuro del trabajo". En After Bennett: Una nueva política para la Columbia Británica. Warren Magnusson, Charles Coyle, RBJ Walker y John Demarco, eds. Vancouver, BC: New Star Books, 1986. ISBN 978-0-919573-63-5
- "Cómo cambian los empleos, a dónde van los empleos, quién controla la tecnología". En Estrategias sindicales para una era de alta tecnología. Los Ángeles: Instituto de Relaciones Industriales, UCLA, 1989. ISBN 978-0-89215-150-9
- "Trabajo y política en Estados Unidos y Canadá". En el trabajo en una economía global: perspectivas de Estados Unidos y Canadá. Steven Hecker y Margaret Hallock, editores. Eugene: Universidad de los libros de Oregon, 1991. ISBN 978-0-87114-153-8
- "Una perspectiva laboral sobre la Ley de Estadounidenses con Discapacidades". En Arbitraje 1993: Arbitraje y el cambiante mundo del trabajo. Washington, DC: BNA Books, 1994. ISBN 978-0-87179-819-0
- "Última vuelta: el folclore y los operadores de telefonía en la huelga general de Vancouver de 1919". En Not Just Pin Money: ensayos seleccionados sobre la historia del trabajo de las mujeres en la Columbia Británica. Barbara Latham y Roberta Pazdro, eds. Victoria, BC: Colegio Camosun, 1984. ISBN 978-0-9691844-0-9
- "Solidaridad y democracia: creando comunidades democráticas en el lugar de trabajo". En el nuevo movimiento obrero para el nuevo siglo. Gregory Mantsios, ed. Nueva York: Monthly Review Press, 1998. ISBN 978-0-85345-937-8

### Artículos de coautoría
- Bernard, Elaine y Schenk, Christopher. "El sindicalismo social: el trabajo como fuerza política". Politica social. 23: 1 (verano de 1992).
- Bernard, Elaine y Shnaid, Sid. "Sindicalismo social y reestructuración". Nuevo foro laboral. Otoño de 1997.
- Bernard, Elaine y John Trumpbour, "Sindicatos y latinos: Transformación mutua" en Marcelo M. Suárez-Orozco y Mariela M. Páez, editores, Latinos Remaking America (Berkeley: University of California Press, 2002).